# Eva Fernández-Brugués
Eva Fernández Brugués (Figueras, Gerona, España, 5 de mayo de 1986) es una tenista española. 
Campeona de Cataluña y de España en categorías juveniles, así como el Sport Goofy y el prestigioso torneo de jóvenes promesas disputado en Gradignan en el año 1998. A nivel profesional, ganadora de 7 torneos individuales de la ITF (Quartu Sant’Elena (2005), Savitaipale (2006), Badalona (2008), Sant Cugat (2008), Galatina (2009), Pàdua (2009) y Antalya (2013), 2 de dobles Guecho (2011) y Santa Coloma de Farners (2011).
En los Juegos Mediterráneos de 2009 celebrados en Pescara consiguió la medalla de oro en dobles y bronce en individuales.
Miembro del Real Club de Tenis Barcelona, consiguió su mejor ranking en el año 2009 alcanzando la posición 185 WTA, año que fue operada de una grave lesión en el hombro. Participó en las previas de Grand Slams y en el 2013 fue intervenida nuevamente en la muñeca. 
Licenciada en Derecho en el año 2011, fue delegada de Fed Cup en el año 2014 y capitana de las selecciones nacionales juveniles.
En el año 2019 fue galardonada con el premio Ewoman Emporda al mérito deportivo por su destacada trayectoria nacional e internacional.
En el año 2022 fue pregonera de las ferias y fiestas de su ciudad natal, Figueres.
Gran aficionada a todos los deportes. Se proclamó campeona de Cataluña de tercera categoría de Pitch and Putt en el año 2021, subcampeona y campeona de Cataluña de segunda categoría los años 2022 y 2024 respectivamente.
En el año 2024 padeció una grave lesión en el pie, sufriendo varias luxo fracturas de Lisfranc, hecho por el cual ha sido intervenida en tres ocasiones y a la espera de la evolución.
Actualmente, trabaja como docente de Ciclos Formativos de la familia de Administración y Finanzas en centros públicos.

## ITF
| $100,000 tournaments |
| $75,000 tournaments  |
| $50,000 tournaments  |
| $25,000 tournaments  |
| $10,000 tournaments  |

### Individuales: 14 (7–7)
| Resultado | No. | Fecha                    | Torneo                                  | Superficie | Adversaria                 | Resultado final |
| Finalista | 1.  | 29 de septiembre de 2002 | Lérida, España                          | Tierra     | María-José Sánchez-Alayeto | 7–5, 3–6, 0–6   |
| Ganadora  | 2.  | 29 de octubre de 2005    | Quartu Sant'Elena, Italia               | Rápida     | Renata Kučerková           | 6–1, 6–1        |
| Ganadora  | 3.  | 20 de agosto de 2006     | Savitaipale, Finlandia                  | Tierra     | Piia Suomalainen           | 6–4, 3–6, 6–2   |
| Finalista | 4.  | 24 de septiembre de 2006 | Ciampino, Italia                        | Tierra     | Alexia Virgili             | 1–6, 3–6        |
| Finalista | 5.  | 19 de noviembre de 2006  | Mallorca 4, España                      | Tierra     | Michelle Gerards           | 1–6, 3–6        |
| Finalista | 6.  | 25 de marzo de 2007      | Roma - Panda, Italia                    | Tierra     | Lisa Sabino                | 3–6, 1–6        |
| Finalista | 7.  | 12 de septiembre de 2007 | Lérida, España                          | Tierra     | Heidi El Tabakh            | 2–6, 3–6        |
| Ganadora  | 8.  | 18 de mayo de 2008       | Badalona, Barcelona, España             | Tierra     | Maite Gabarrús Alonso      | 4–6, 6–1, 6–1   |
| Ganadora  | 9.  | 26 de octubre de 2008    | San Cugat del Vallés, Barcelona, España | Tierra     | Lara Arruabarrena-Vecino   | 6–4, 7–5        |
| Finalista | 10. | 8 de marzo de 2009       | Giza 1, Egipto                          | Tierra     | Oksana Kalashnikova        | 4–6, 6–4, 3–6   |
| Ganadora  | 11. | 7 de junio de 2009       | Galatina, Italia                        | Tierra     | Margalita Chakhnashvili    | 3–6, 6–3, 6–2   |
| Ganadora  | 12. | 21 de junio de 2009      | Padua, Italia                           | Tierra     | Nathalie Vierin            | 6–2, 1–6, 7–5   |
| Finalista | 13. | 27 de noviembre de 2010  | Asunción 3, Paraguay                    | Tierra     | Inés Ferrer-Suárez         | 2–6, 2–6        |
| Ganadora  | 14. | 26 de marzo de 2013      | Antalya, Turquía                        | Rápida     | Ana Bogdan                 | 6-2, 6-0        |